# Joan Pere Malatesta de Sogliano
Joan Pere Malatesta de Sogliano (Rímini, 1606 - Rimini, 1650) fou fill de Segimon Malatesta de Sogliano. Fou desposseït de San Giovanni in Galilea, Sogliano, Montegelli, Rontagnano, Savignano di Rigo, Pietra dell'Uso, Montepetra, Spinello e Strigara perquè la concessió a Rambert III Novello Malatesta de Sogliano era per tres generacions 
Fou comte de Talamello i senyor de Seguno, Pratolina, Rufiano, Meleto, Sapeto, Cigna, Bucchio, Monteguidi, Pozzuolo Vallenzera, Sassetta i Soasia, i patrici de Rimini.
Es va casar el 1630 amb Caterina Tonti, filla i hereva de Fabrízio Tonti. Va deixar sis fills: Elena Cassandra, Michelangelo, Elena Lluïsa, Robert Galeotto, Antònia Ferdinanda i Cassandra Maria.